# メタノナトロナルカエウム・テルモピルム
メタノナトロナルカエウム・テルモピルム（Methanonatronarchaeum thermophilum）は、2018年に記載された好塩性のメタン生成古細菌である。好アルカリ性と強い好塩性、弱い好熱性を示す。学名は「熱を好む、メタン（生成）好アルカリ性古細菌」といったほどの意味である。高度好塩菌の系統の姉妹群とみなされており、2018年8月現在、この種のみで（単型）メタノナトロナルカエウム綱を形成する。
シベリア南西部アルタイ地方クルンダ草原にある、超塩水ソーダ湖の嫌気性沈殿物より分離された。運動性を有する球菌で、コロニーはピンク色を呈する。メタン生成の基質としては、メタノール、メチルアミン、ジメチルスルフィドなどを最終電子受容体として、ギ酸などのC1メチル化合物や水素を電子供与体として利用する。生育には炭素源として酢酸や酵母抽出物が必要である。増殖の最適条件は、48°C、pH9.5、4mol/L（ナトリウムイオン濃度）。最高増殖温度は55°Cである。